# یواس‌اس کرب (ای‌آراس-۲۱)
یواس‌اس کرب (ای‌آراس-۲۱) (به انگلیسی: USS Curb (ARS-21)) یک کشتی بود که طول آن ۲۱۳ فوت ۶ اینچ (۶۵٫۰۷ متر) بود. این کشتی در سال ۱۹۴۳ ساخته شد.